# Callicostella merkelii
Callicostella merkelii là một loài rêu trong họ Pilotrichaceae. Loài này được (Hornsch.) A. Jaeger mô tả khoa học đầu tiên năm 1877.